# Hochschulen in Hessen
Dieser Artikel gibt einen Überblick über die Hochschulen in Hessen.

## Universitätenund Hochschulen mit Promotionsrecht
- Technische Universität Darmstadt, Darmstadt
- Hochschule Darmstadt, Darmstadt
- Frankfurt School of Finance & Management (privat), Frankfurt am Main
- Frankfurt University of Applied Sciences, Frankfurt am Main
- Technische Hochschule Mittelhessen, Gießen und Friedberg[1]
- Hochschule Fulda, Fulda
- Hochschule RheinMain, Wiesbaden und Rüsselsheim am Main
- Johann Wolfgang Goethe-Universität Frankfurt am Main, Frankfurt am Main
- Justus-Liebig-Universität Gießen, Gießen
- Universität Kassel, Kassel
- Philipps-Universität Marburg, Marburg
- EBS Universität für Wirtschaft und Recht (privat), Wiesbaden und Oestrich-Winkel

## Kunsthochschulen
- Hochschule für Musik und Darstellende Kunst Frankfurt am Main, Frankfurt am Main
- Staatliche Hochschule für Bildende Künste – Städelschule, Frankfurt am Main
- Hochschule für Gestaltung, Offenbach am  Main
- Kunsthochschule der Universität Kassel

## Kirchliche Hochschulen
- Evangelische Hochschule Tabor, Marburg
- Freie Theologische Hochschule Gießen, Gießen
- Lutherische Theologische Hochschule Oberursel, Oberursel
- Philosophisch-Theologische Hochschule Sankt Georgen, Frankfurt am Main
- Theologische Fakultät Fulda, Fulda
- Theologische Hochschule Ewersbach, Dietzhölztal

## Fachhochschulen
- Hochschule der Deutschen Gesetzlichen Unfallversicherung (private Hochschule), Bad Hersfeld
- accadis Hochschule Bad Homburg, private Hochschule für Internationales Management, Bad Homburg vor der Höhe
- Diploma Hochschule, Bad Sooden-Allendorf
- Evangelische Hochschule, Darmstadt
- Frankfurt University of Applied Sciences, Frankfurt am Main
- International School of Management (private Hochschule), Frankfurt am Main
- FOM – Hochschule für Oekonomie und Management, Frankfurt am Main
- Provadis School of International Management and Technology (private Hochschule), Frankfurt am Main
- Technische Hochschule Mittelhessen, Gießen und Friedberg
  - StudiumPlus am Wissenschaftlichen Zentrum dualer Hochschulstudien, Wetzlar
- Hochschule Fulda, Fulda
- Hochschule Fresenius (private Hochschule), Idstein
- Hochschule RheinMain, Wiesbaden und Rüsselsheim am Main
- Wilhelm Büchner Hochschule, Pfungstadt

## Verwaltungsfachhochschulen
- Archivschule Marburg, Marburg
- Hessische Hochschule für Finanzen und Rechtspflege, Rotenburg an der Fulda
- Hessische Hochschule für Polizei und Verwaltung, Wiesbaden
- Hochschule des Bundes für öffentliche Verwaltung
  - Fachbereich Kriminalpolizei (Wiesbaden)
  - Fachbereich Wetterdienst (Langen)
  - Fachbereich Landwirtschaftliche Sozialversicherung (Kassel)

## Hochschule neuen Typs
- Hochschule Geisenheim, Geisenheim